# Giuseppe Galluzzi
Giuseppe Galluzzi (Firenze, 10 novembre 1903 – Firenze, 6 dicembre 1973) è stato un calciatore e allenatore di calcio italiano.

## Carriera

### Giocatore
È stato una figura prominente nella scena calcistica fiorentina degli anni venti e trenta, prima con il Club Sportivo Firenze e dopo la fusione con la Palestra Ginnastica Fiorentina Libertas del 1926, con la Fiorentina, con cui ha disputato due campionati in Serie B, e, dopo la promozione nella stagione sportiva 1930-1931, due in Serie A. La sua carriera agonistica si è svolta quasi totalmente in Toscana con l'eccezione di due anni alla Juventus, dal 1927 al 1929, nelle due stagioni che hanno preceduto l'introduzione del girone unico.
In carriera ha totalizzato complessivamente 38 presenze e 10 reti nella serie A a girone unico, tutte con la maglia della Fiorentina, e 67 presenze e 13 reti con le maglie di Fiorentina, Lucchese e Pisa.

### Allenatore
Dopo la fine della carriera di calciatore ha intrapreso quella di allenatore divenendo responsabile di alcuni club di buon livello come Fiorentina, con la quale vinse la Coppa Italia nell'annata 1939-1940, Sampdoria, della quale fu il primo allenatore nella stagione 1946-47, e Bologna. In seguito, dopo aver guidato in massima serie anche il Legnano diventò selezionatore delle nazionali giovanili. Proprio in questo ruolo scoprì il diciannovenne Gigi Riva, allora attaccante del Associazione Calcio Legnano.

## Statistiche

### Statistiche da allenatore

#### Club
| Stagione  | Squadra    | Campionato | Campionato | Campionato | Campionato | Campionato | Campionato | Coppe nazionali | Coppe nazionali | Coppe nazionali | Coppe nazionali | Coppe nazionali | Coppe continentali | Coppe continentali | Coppe continentali | Coppe continentali | Coppe continentali | Altre coppe | Altre coppe | Altre coppe | Altre coppe | Altre coppe | Totale | Totale | Totale | Totale | % Vittorie |
| Stagione  | Squadra    | Serie      | G          | V          | N          | P          | piazz.     | Comp            | G               | V               | N               | P               | Comp               | G                  | V                  | N                  | P                  | G           | V           | N           | P           | G           | V      | N      | P      | %      |            |
| --------- | ---------- | ---------- | ---------- | ---------- | ---------- | ---------- | ---------- | --------------- | --------------- | --------------- | --------------- | --------------- | ------------------ | ------------------ | ------------------ | ------------------ | ------------------ | ----------- | ----------- | ----------- | ----------- | ----------- | ------ | ------ | ------ | ------ | ---------- |
| 1936-1937 | Pontedera  | C          | -          | -          | -          | -          | 2º         | -               | -               | -               | -               | -               | -                  | -                  | -                  | -                  | -                  | -           | -           | -           | -           | -           | -      | -      | -      |        |            |
| 1937-1938 | Pontedera  | C          | -          | -          | -          | -          | 3º         | -               | -               | -               | -               | -               | -                  | -                  | -                  | -                  | -                  | -           | -           | -           | -           | -           | -      | -      | -      |        |            |
| 1938-1939 | Pontedera  | C          | -          | -          | -          | -          | 8º         | -               | -               | -               | -               | -               | -                  | -                  | -                  | -                  | -                  | -           | -           | -           | -           | -           | -      | -      | -      |        |            |
| 1939-1940 | Fiorentina | A          | 14         | 4          | 4          | 16         | sub.13º    | CI              | 5               | 5               | -               | -               | -                  | -                  | -                  | -                  | -                  | -           | -           | -           | -           | -           | -      | -      | -      |        |            |
| 1940-1941 | Fiorentina | A          | 30         | 14         | 6          | 10         | 3º         | CI              | 3               | 2               | -               | 1               | -                  | -                  | -                  | -                  | -                  | -           | -           | -           | -           | -           | -      | -      | -      |        |            |
| 1941-1942 | Fiorentina | A          | 30         | 11         | 5          | 14         | 9º         | CI              | 1               | -               | -               | 1               | -                  | -                  | -                  | -                  | -                  | -           | -           | -           | -           | -           | -      | -      | -      |        |            |
| 1942-1943 | Fiorentina | A          | 30         | 12         | 5          | 13         | 6º         | CI              | 1               | -               | -               | 1               | -                  | -                  | -                  | -                  | -                  | -           | -           | -           | -           | -           | -      | -      | -      |        |            |
| 1943-1944 | Fiorentina | A          | -          | -          | -          | -          | sosp.      |                 | -               | -               | -               | -               | -                  | -                  | -                  | -                  | -                  | -           | -           | -           | -           | -           | -      | -      | -      |        |            |
| 1944-1945 | Fiorentina | Ctg        | 2          | 2          | -          | -          | 1º         |                 | -               | -               | -               | -               | -                  | -                  | -                  | -                  | -                  | -           | -           | -           | -           | -           | -      | -      | -      |        |            |
| 1945-1946 | Fiorentina | DN         | 20         | 5          | 3          | 12         | 5º         |                 | -               | -               | -               | -               | -                  | -                  | -                  | -                  | -                  | -           | -           | -           | -           | -           | -      | -      | -      |        |            |
| 1946-1947 | Sampdoria  | A          | 29         | 10         | 8          | 11         | sost.      |                 | -               | -               | -               | -               | -                  | -                  | -                  | -                  | -                  | -           | -           | -           | -           | -           | -      | -      | -      |        |            |
| 1947-1948 | Legnano    | B/a        | -          | -          | -          | -          | 4º         |                 | -               | -               | -               | -               | -                  | -                  | -                  | -                  | -                  | -           | -           | -           | -           | -           | -      | -      | -      |        |            |
| 1948-1949 | Legnano    | B          | 42         | 17         | 8          | 17         | 8º         |                 | -               | -               | -               | -               | -                  | -                  | -                  | -                  | -                  | -           | -           | -           | -           | -           | -      | -      | -      |        |            |
| 1950-1951 | Livorno    | B          | 46         | 19         | 8          | 15         | 8º         |                 | -               | -               | -               | -               | -                  | -                  | -                  | -                  | -                  | -           | -           | -           | -           | -           | -      | -      | -      |        |            |
| 1950-1951 | Sampdoria  | A          | 30         | 6          | 9          | 15         | sost.      |                 | -               | -               | -               | -               | -                  | -                  | -                  | -                  | -                  | -           | -           | -           | -           | -           | -      | -      | -      |        |            |
| 1951-1952 | Bologna    | A          | 25         | 6          | 9          | 10         | sub.sost.  |                 | -               | -               | -               | -               | -                  | -                  | -                  | -                  | -                  | -           | -           | -           | -           | -           | -      | -      | -      |        |            |
| 1952-1953 | Brescia    | B          | 24         | 9          | 10         | 4          | sub.4º     |                 | -               | -               | -               | -               | -                  | -                  | -                  | -                  | -                  | -           | -           | -           | -           | -           | -      | -      | -      |        |            |
| 1953-1954 | Legnano    | A          | 34         | 6          | 13         | 15         | 18º        |                 | -               | -               | -               | -               | -                  | -                  | -                  | -                  | -                  | -           | -           | -           | -           | -           | -      | -      | -      |        |            |

## Palmarès

### Giocatore

#### Competizioni nazionali
- Campionato italiano di Serie B: 1

Fiorentina: 1930-1931

### Allenatore

#### Competizioni nazionali
- Coppa Italia: 1

Fiorentina: 1939-1940

#### Competizioni regionali
- Campionato toscano di guerra: 1

Fiorentina: 1944-1945